# Mesómedes de Creta
Mesomedes de Creta (Μεσομήδης ὁ Κρής) fue un poeta lírico griego y compositor de comienzos del siglo II.
Era un liberto del emperador Adriano, para cuyo favorito Antínoo, parece que escribió un panegírico llamado Citharoedicus Hymnus (Suda). Se conservan dos epigramas suyos en la Antología palatina y un himno a Némesis que comienza como «Némesis, alada equilibradora de la vida, diosa de faz oscura, hija de la Justicia». El himno es uno de los cuatro que conservan la notación musical antigua sobre el texto. Otros dos himnos, uno a la musa Calíope y otro llamado Himno al Sol, anteriormente atribuido a Dionisio de Alejandría, han sido atribuidos a Mesomedes. Se conocen un total de 15 poemas del autor.
Mesomedes continuó en el Museion en Alejandría incluso tras la muerte de Adriano en 138; la Historia Augusta cuenta que durante el reinado de Antonino Pío su salario procedente del Estado fue reducido. El emperador Caracalla honró a Mesomedes con un cenotafio, aproximadamente 100 años tras su muerte.

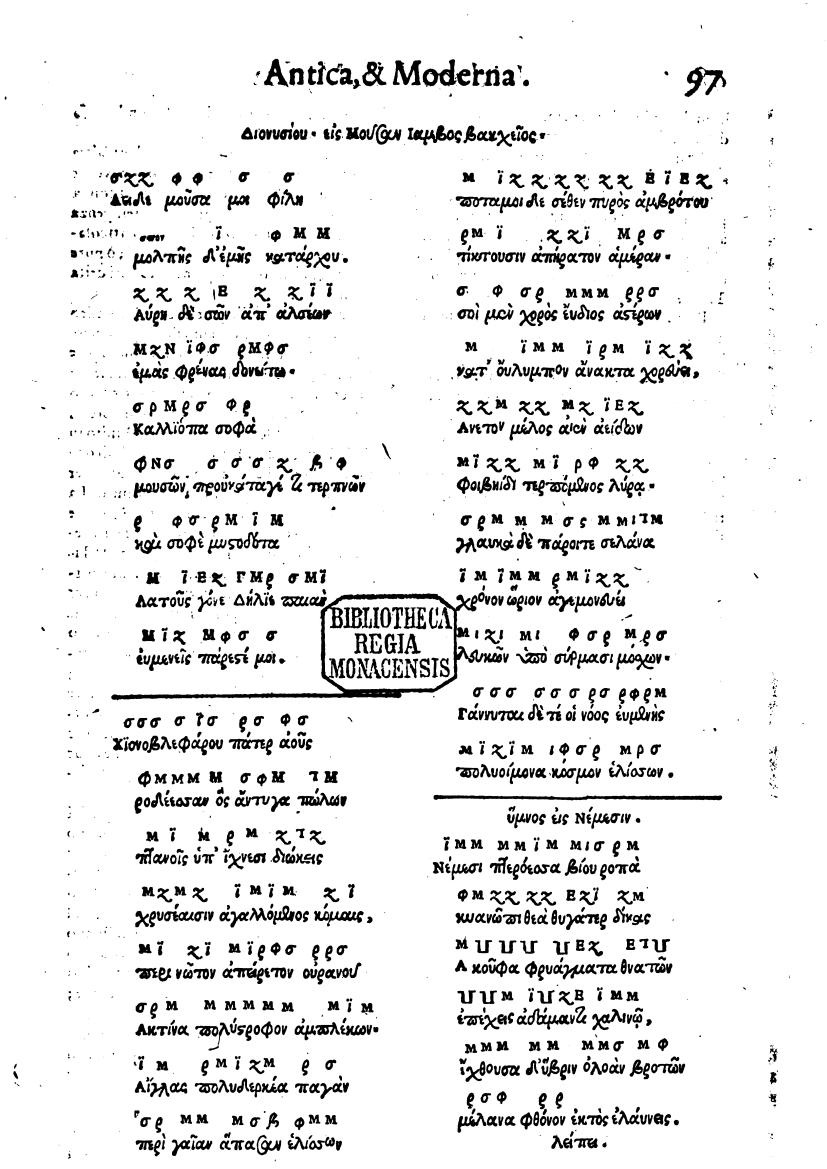
Himno a la musa Calíope, himno al dios Apolo, e himno a la diosa Némesis, compuesto por Mesómedes

Antes del descubrimiento del Epitafio de Sícilo a finales del siglo XIX, los himnos de Mesomedes eran la única música escrita que había sobrevivido del mundo antiguo. Tres fueron publicadas por Vincenzo Galilei es su Dialogo della musica antica e della moderna (Florencia, 1581), durante un periodo de intensa investigación sobre la música de los antiguos griegos. Estos himnos han sido preservados por la tradición bizantina y fueron presentados a Vicenzo por Girolamo Mei.
Ver J. F. Bellermann, Die Hymnen des Dionysius und Mesomedes 1840); C. de Jan, Musici scriptores graeci (1899); S. Reinach in Revue des études grecques, IX (1896); Suda, s.v.